# Anopheles clowi
Anopheles clowi este o specie de țânțari din genul Anopheles, descrisă de Rozeboom și Knight în anul 1946. Conform Catalogue of Life specia Anopheles clowi nu are subspecii cunoscute.